# Univerzalni vojnik: Povratak na bojišnicu
Univerzalni vojnik: Povratak na bojišnicu (eng. Universal Soldier: The Return), američki znanstveno-fantastični akcijski film redatelja Mica Rodgersa iz 1999. godine u kojem glavne uloge tumače Jean-Claude Van Damme, Michael Jai White, profesionalni hrvač Bill Goldberg i Heidi Schanz.
Film je službeni nastavak originala iz 1992. godine, a uslijedio je nakon dva televizijska filma iste tematike snimljena 1998. godine. Sljedeći nastavak pod naslovom Univerzalni vojnik: Regeneracija snimljen je 2010. godine.

## Radnja
Poslije događaja iz originala, Luc Deveraux (Jean-Claude Van Damme) je napustio vojni projekt, oženio se, dobio kći i živio obiteljskim životom. Međutim, iako već nekoliko godina umirovljen, zamoljen je da bude tehnički savjetnik na specijalnom vladinom programu stvaranja nove, još snažnije vrste vojnika. Plan je da te nove sofisticiranje i inteligwntnije vojnike nadzire i njima upravlja računalo zvano SETH. No kada vlada odluči prekinuti program, što znači i isključivanje SETH-a, računalo koje je u međuvremenu stvorilo vlastitu svijest, odluči osujetiti vladin plan te eliminirati sve one koji ugrožavaju njegov opstanak.
Sada, Luc zajedno s reporterkom Erin (Heidi Schanz) i partnericom Maggie (Kiana Tom) nastoji spasiti svoju kćer koje je oteo SETH, boriti se protiv smrtonosnih vojnika i uništiti računalo.

## Glavne uloge
- Jean-Claude Van Damme - Luc Deveraux
- Michael Jai White - SETH (glas)
- Heidi Schanz - Erin
- Kiana Tom - Maggie
- Xander Berkeley - doktor Dylan Cotner
- Justin Lazard - satnik Blackburn
- Daniel von Bargen - general Radford
- Bill Goldberg - Romeo / UniSol 2500

## Zarada
Film je premijerno prikazan 20. kolovoza 1999. u SAD-u. Do početka studenog iste godine, ukupno je zaradio 19.912.120 USD.